# ジョー・イエロー
ジョー・イエロー (Joe Yellow) は、バンダナ (Bandanna) やボブ・サルトン (Bob Salton) といった名義でも活動したイタリアの歌手で、音楽プロデューサーでもある、ドメニコ・リッキーニ（Domenico Ricchini、1958年 - ）の名義のひとつ。

## 経歴
ヴァル・カモニカ出身のリッキーニは、1974年に最初のロック・バンドを組んだが、次いで編成を変えてディスコ音楽を手がけるようになった。1979年には、デラヌア (Delanuà) という名義で、ディスコマジック・レコードから最初のシングルを出し、1980年から1982年にかけてはボブ・サルトン名義でも様々なシングルを出した。
1983年、リッキーニは、ジョー・イエローという名義を使い、セヴェロ・ロンバルドーニの協力や、トゥラッティ＝キエレガート (Turatti-Chieregato) のデュオの共演を得て、決定的な成功を収めることになったシングル「Lover to Lover」を制作し、この曲は様々なダンス・チャートを上昇して、イタリア国内のみならず、諸外国、特に北ヨーロッパにおいて、ラジオで何度となく放送された。
以降の3年間、当時のダンス音楽シーンでヒット曲を出し続け、特に1984年の「Take My Heart」、1986年の「I'm Your Lover」と「Love At First」は、デン・ハロウ、サブリナ・サレルノ、バレリー・ドアなどの歌手たちが活躍したイタロ・ディスコの代表曲となった。
1984年には、Rai 1 の番組『Discoring』に出演した。
その後も1980年代から1990年代初めにかけて、活動は続けられたが、音楽ジャンルの嗜好の変化から、徐々にシーンから退いていくことになったが、そうした中でもバンダナという名義で新曲を数曲発表していた。
2015年、リッキーニは、ヘロインを2包所持していたとして、逮捕された。
2018年には日本の音楽グループのDA PUMPが「U.S.A」をカバーし大ヒットとなった。

## おもなディスコグラフィ

### アルバム
- 1988 - I'm your lover

### シングル
- 1983年 - Lover To Lover
- 1984年 - Take My Heart
- 1985年 - Recollection
- 1985年 - Love At First
- 1986年 - I'm Your Lover
- 1988年 - Easy Lovers
- 1988年 - Runner
- 1989年 - Wild Boy
- 1989年 - Synchronization Of Love
- 1991年 - Last Call
- 1992年 - U.S.A.
- 1996年 - Lover To Lover RMX '96